# Manfredi III Chiaramonte

Il Castello Manfredonico di Mussomeli ritratto in un francobollo della cosiddetta Serie castelli.

Manfredi III Chiaramonte, spesso citato più semplicemente come Manfredi Chiaramonte (... – Palermo, novembre 1391), fu uno tra i rappresentanti più importanti e in vista della nobiltà latina in Sicilia del XIV secolo, appartenente alla famiglia dei Chiaramonte.

## Biografia
Ebbe l'investitura, nel 1377, della Contea di Modica, che comprendeva Ragusa, Chiaramonte Gulfi, Scicli, Pozzallo, Ispica, Comiso, Santa Croce Camerina (RG), e inoltre fu Signore di Trapani, Agrigento, Bivona, Licata, Castronovo, di Lentini, sul castello di Palma di Montechiaro, sul castello di Mussomeli, da lui stesso fatto costruire e da cui prende il nome. Fu governatore di Messina, conte di Malta e Gozo, e, avendo liberato (1389) dai pirati arabi, per conto del Papa, l'isola di Gerba, vicino alla costa tunisina, fu anche Duca di tale isola. Stabilì la propria corte presso il palazzo Steri (o Chiaramonte) a Palermo.
Nel 1354 Manfredi fu assediato a Lentini dalle truppe aragonesi di Artale I Alagona. Ma riuscì a resistere e solo nel 1359 Artale riuscì a occupare la città e infine il 25 marzo 1360 grazie al tradimento di alcuni soldati, a prendere possesso del castello. Manfredi e i suoi familiari catturati vennero imprigionati a Catania. Ma dopo alcuni anni riuscirono a rientrare in possesso della loro proprietà.
Fra gli incarichi più importanti rivestiti da Manfredi vi fu quello di Ammiraglio, di Gran siniscalco del Regno, Vicario del Regno e Maestro Giustiziere del Regno.
Manfredi fu comunque una personalità controversa. Pur se investito da Federico IV d'Aragona della Contea di Modica, allora il più importante stato feudale dell'isola, fu comunque spesso avverso agli Aragonesi di Sicilia e più vicino agli Angiò, anche in conseguenza delle origini francesi della sua famiglia. Con la minorità di Maria di Sicilia venne nominato, per disposizione testamentaria dal morente Re Federico IV d'Aragona, a Vicario del Regno (1377).
Durante il periodo di "interregno" in Sicilia, durato sino al 1391, la bella e ricchissima figlia del Conte Manfredi III, Costanza Chiaramonte venne chiesta in sposa da Margherita di Durazzo per il figlio tredicenne Ladislao I d'Angiò (1376-1414), Re di Napoli e di Ungheria. Il matrimonio si celebrò in Gaeta il 21 settembre 1389. Costanza fu regina di Napoli fino al luglio del 1392, quando fu ripudiata da Ladislao, interessato a contrarre più convenienti nozze, dopo la caduta in disgrazia della famiglia Chiaramonte. Manfredi fu l'organizzatore il 10 luglio 1391 di una riunione dei baroni siciliani nella Chiesa di San Pietro a Castronovo di Sicilia (il Giuramento di Castronovo) con l'intento di ottenere un giuramento di fedeltà, patto che fu largamente disatteso dai nobili. Manfredi III morì nel 1391 e a questi succedette Andrea - da molti erroneamente ritenuto figlio di Manfredi - che proseguì la politica anti-catalana, seppur per breve tempo, perché fu condannato a morte da Martino I d'Aragona, cui si era opposto, e decapitato il 1º giugno 1392 a Palermo.

## Riferimenti nell'intrattenimento
- Manfredi III compare come personaggio nel romanzo Rex tremendae maiestatis di Valerio Evangelisti.